# Lynne Ramsay
Lynne Ramsay (Glasgow, 5 de dezembro de 1969) é uma cineasta a e diretora de fotografia escocesa.